# Mesosemia melaene
Espèce
Mesosemia melaene est une espèce d'insectes lépidoptères (papillons) appartenant à la famille des Riodinidae et au genre Mesosemia.

## Dénomination
Mesosemia melaene a été décrit par William Chapman Hewitson en 1859.

### Sous-espèces
- Mesosemia melaene melaene
- Mesosemia melaene pinguilenta Stichel, 1915[1].

### Nom vernaculaire
Mesosemia melaene se nomme Melaene Eyemark en anglais.

## Écologie et distribution
Mesosemia melaene est présent en Guyane, Guyana et au Brésil.